# EXIT (電影)
《極限逃生》（韓語：엑시트）是一部2019年上映的韓國災難喜劇片，此片為導演李相槿執導的首部長篇作品，由曹政奭、林潤娥領銜主演，讲述男女主角从被毒气瞬間覆盖的城市逃生的故事，於2018年8月4日開鏡，2019年7月31日於韓國上映
，台灣上映時間2019年8月30日，香港上映時間2019年9月5日。

## 劇情概要
永南（曹政奭飾）曾是大學登山社團中的靈魂人物，但畢業後卻屢次求職失敗，成為了長期待業青年。在閤家團聚的母親七十壽宴上，永南偶遇到就職於宴會廳的社團後輩意珠（林潤娥飾），不料宴會廳所在的建築突然濃煙四起，人們還未來得及反應，整座城市也瞬間被籠罩在這來歷不明的煙霧之中。面臨生死關頭的情況，永南與意珠憑藉大學社團時期積累的技能，帶領身邊的人逃出這場始料未及的災難中。

## 演員陣容

### 主要演員
| 演員   | 角色   | 介紹 | TVB粵語配音 |
| 曹政奭 | 李永南 | 積極樂觀、努力練習單槓和攀巖的健壯青年，曾為大學登山社團精英，但大學畢業後一直找不到工作，在家裏備遭冷眼，在外面被朋友嘲笑。在母親的壽宴上，遇見了曾經心儀的女同學意珠。當毒氣襲來時，他大顯神威，帶領家人逃到樓頂。由於救援直升機超載，他選擇與意珠一起留下來，依靠攀巖技術和強健體魄逃命。 | 李凱傑      |
| 林潤娥 | 鄭意珠 | 永南的大學後輩，攀巖愛好者。曾被永南追求過，但她拒絕了永南。現在她是宴會廳的副店長，時常遭受店長的性騷擾，為了保住來之不易的工作，她還不得不選擇忍氣吞聲。本來過着平凡的職場生活的她，在千鈞一髮的災難時刻果斷採用各種具有現實意義的方法引導大家躲避災難。                                   | 劉惠雲      |
| 高斗心 | 金賢玉 | 永南的母親，在宴會上把吃不完的食物統統打包。但就像世界上所有愛着自己孩子的母親一樣，當永南生死未卜、生命受到威脅時，緊張到昏過去。 | 雷碧娜      |
| 朴仁煥 | 李章洙 | 永南的父親，常和老伴爭搶電視遙控器。是個平凡而偉大的父親。 | 招世亮      |

### 其他人物
| 演員        | 角色   | 介紹 | TVB粵語配音 |
| 金志映      |        | 永南的大姐，個性強勢，對沒有工作、整天無所事事的弟弟非常看不過眼，一見面就嘮叨，一言不合就動手，但是恨鐵不成鋼的同時也非常關心永南，會給永南零花錢。 | 鄭麗麗      |
| 姜其永      | 具店長 | 意珠的上司，是個不折不扣的富二代，平時總是試圖性騷擾意珠。在生死存亡時刻，他龜縮地躲了起來，災難過後，又厚顏無恥地勾搭意珠，結果得到一記響亮的耳光。 | 李安邦      |
| 金宗九      |        | 二叔 | 葉振聲      |
| 金炳順  |        | 三叔 | 李錦綸      |
| 黃孝恩      |        | 永南的二姐 | 林元春      |
| 李凤辇      |        | 永南的三姐 | 魏惠娥      |
| 鄭敏圣      |        | 永南的大姐夫 | 陳欣        |
| 朴成日      |        | 永南的三姐夫 | 黃啟昌      |
| 裴侑藍      |        | | 劉奕希      |
| 劉秀彬      |        | | 鍾見麟      |
| 申世輝      |        | | 陳皓宜      |
| 李東輝      | 警察   | |             |

## 票房
韓國方面，首映當日觀影人次累計為52萬9215人，擊敗《雞不可失》、《辣手警探》、《與神同行》的紀錄；上映四天，累計觀影人次已突破218萬8千名觀眾；首週六天觀影人次累計為374萬人次；次週觀影人次累計為618萬人次；第三週累計觀影人次為774萬人次；第四週觀影人次累計為846萬人次；第五週觀影人次累計為896萬人次；第六週觀影人次累計為925萬人次；第七週觀影人次累計為939萬人次；第八週觀影人次累計為941萬人次；最終觀影人次為942萬6418人次。
成為2019年韓國票房第3位，亦是韓國本土最高票房第21位。
臺灣方面，首週三天票房為新台幣1042萬元；次週票房累計至新台幣2187萬元；第三週票房累計至新台幣2808萬元；第四週票房累計至新台幣3062萬元；最終票房為新台幣31,874,838元。

## 評價及反應
本片在韓國電影入口網站均獲得高度評價，NAVER媒體觀眾評價高達9.33分、Daum電影則為8.2分，CGV電影院觀眾滿意度高達97%。

## 獎項
| 年份   | 頒獎典禮                   | 獎項                           | 入圍者           | 結果 |
| ------ | -------------------------- | ------------------------------ | ---------------- | ---- |
| 2019年 | 第24屆釜山國際影展         | 今日韓國電影大觀(16部電影之一) | 李相槿           | 獲獎 |
| 2019年 | 第28屆釜日電影獎           | 最佳男配角                     | 姜其永           | 提名 |
| 2019年 | 第28屆釜日電影獎           | 最佳劇本                       | 李相槿           | 提名 |
| 2019年 | 第28屆釜日電影獎           | 人氣獎                         | 林潤娥           | 獲獎 |
| 2019年 | 第40屆青龍電影獎           | 最佳電影                       | 極限逃生         | 提名 |
| 2019年 | 第40屆青龍電影獎           | 最佳男主角                     | 曹政奭           | 提名 |
| 2019年 | 第40屆青龍電影獎           | 最佳女主角                     | 林潤娥           | 提名 |
| 2019年 | 第40屆青龍電影獎           | 最佳新人導演獎                 | 李相槿           | 獲獎 |
| 2019年 | 第40屆青龍電影獎           | 攝影獎                         | 極限逃生         | 提名 |
| 2019年 | 第40屆青龍電影獎           | 剪輯獎                         | 極限逃生         | 提名 |
| 2019年 | 第40屆青龍電影獎           | 音樂獎                         | 極限逃生         | 提名 |
| 2019年 | 第40屆青龍電影獎           | 技術獎（特技）                 | 極限逃生         | 獲獎 |
| 2019年 | 第40屆青龍電影獎           | 人氣明星獎                     | 林潤娥           | 獲獎 |
| 2019年 | 第6屆韓國電影製作人協會獎  | 技術獎（視覺效果）             | 鄭道安、尹珍玉   | 獲獎 |
| 2019年 | 第20屆韩国年度女性电影人奖 | 新人獎                         | 林潤娥           | 獲獎 |
| 2019年 | 第39屆韓國電影評論家協會獎 | 十大電影獎                     | 極限逃生         | 獲獎 |
| 2019年 | 第20屆釜山電影評論家協會獎 | 最佳新人導演獎                 | 李相槿           | 獲獎 |
| 2020年 | 第56屆大鐘獎               | 最佳新人導演                   | 李相槿           | 提名 |
| 2020年 | 第56屆大鐘獎               | 最佳企劃                       | 極限逃生         | 提名 |
| 2020年 | 第56屆大鐘獎               | 最佳剪輯獎                     | 李康希（이강희） | 獲獎 |
| 2020年 | 第56屆大鐘獎               | 最佳技術獎（特技）             | 極限逃生         | 提名 |
| 2020年 | 第56屆大鐘獎               | 最佳技術獎（視覺效果）         | 極限逃生         | 提名 |
| 2020年 | 第56屆百想藝術大獎         | 作品獎                         | 極限逃生         | 提名 |
| 2020年 | 第56屆百想藝術大獎         | 新人導演獎                     | 李相槿           | 提名 |
| 2020年 | 第56屆百想藝術大獎         | 劇本獎                         | 李相槿           | 獲獎 |
| 2020年 | 第56屆百想藝術大獎         | 男子最優秀演技獎               | 曹政奭           | 提名 |
| 2020年 | 第56屆百想藝術大獎         | 藝術獎（動作）                 | 極限逃生         | 提名 |
| 2020年 | 第25屆春史電影節           | 最佳新人導演                   | 李相槿           | 提名 |
| 2020年 | 第25屆春史電影節           | 劇本獎                         | 李相槿           | 獲獎 |
| 2020年 | 第25屆春史電影節           | 最佳男主角獎                   | 曹政奭           | 提名 |
| 2020年 | 第25屆春史電影節           | 最佳女主角獎                   | 林潤娥           | 提名 |
| 2020年 | 第25屆春史電影節           | 最佳女配角獎                   | 高斗心           | 提名 |
| 2020年 | 第25屆春史電影節           | 最佳技術獎（攝影）             | 金義然（김일연） | 提名 |
| 2020年 | 第25屆春史電影節           | 觀眾票選最佳人氣獎             | 極限逃生         | 獲獎 |
| 2020年 | 第22屆遠東影展             | 觀眾票選獎                     | 極限逃生         | 獲獎 |
| 2020年 | 第22屆遠東影展             | 白桑樹獎                       | 極限逃生         | 獲獎 |
| 2020年 | 第14屆亞洲電影大獎         | 最佳新導演                     | 李相槿           |      |

## 外部連結
- NAVER上《EXIT：極限逃生》的資料
- 開眼電影網上《EXIT》的資料（繁體中文）
- Yahoo奇摩電影上《EXIT》的資料（繁體中文）
- 互联网电影数据库（IMDb）上《EXIT：極限逃生》的资料（英文）
- 爛番茄上《EXIT》的資料（英文）
- Box Office Mojo上《EXIT》的資料（英文）
- 豆瓣电影上《EXIT》的資料 （简体中文）